# Diona Fona
Diona Fona (ur. 9 sierpnia 1999) – brytyjska piosenkarka narodowości albańskiej.

## Życiorys
Diona Fona urodziła się i wychowywała w Wielkiej Brytanii, gdzie uczyła się ojczystego języka. Zamieszkała w Londynie.

## Teledyski[1]
| Rok  | Teledysk   |
| ---- | ---------- |
| 2017 | Havera     |
| 2017 | Shootah    |
| 2017 | Shy        |
| 2018 | Ikim       |
| 2018 | Veç fjale  |
| 2018 | Feeling    |
| 2019 | E ke dit   |
| 2019 | Bella Vita |
| 2019 | Katalea    |
| 2019 | Ti je      |
| 2020 | Baje       |
| 2020 | Xhani      |
| 2021 | Sugar      |
| 2021 | Fire       |
| 2021 | Pistole    |
| 2021 | A jena     |